# Argos Orestiko
Argos Orestiko (în greacă Άργος Ορεστικό) este un oraș în prefectura Kastoria, Grecia. Populația este de 7.237 locuitori, determinată în 2021, prin populația rezidentă a Greciei[*].

## Personalități născute aici
- Filip Mișea (1873 - 1944), medic;
- Toma Caragiu (1925 - 1977), actor român;
- Matilda Caragiu Marioțeanu (1927 - 2009), lingvistă;
- Geta Caragiu (1929 - 2018), sculptoriță.